# AFK Atlantic Lázně Bohdaneč
AFK Atlantic Lázně Bohdaneč was een Tsjechische voetbalclub uit Lázně Bohdaneč, in de buurt van Pardubice.

## Geschiedenis
De club werd in 1918 opgericht als AFK Lázně Bohdaneč en veranderde in 1948 de naam in Sokol Lázně Bohdaneč. De club speelde altijd in de lagere klassen. Dit veranderde in 1991 toen zakenman Jiří Novák de club overnam en de naam veranderde in AFK Atlantic Lázně Bohdaneč. De club, die toen in de achtste klasse speelde, fuseerde met het B-team van Tesla Pardubice, dat één klasse hoger speelde. Er werden spelers uit hogere klassen aangetrokken en in 1992/93 werd de club kampioen zonder een nederlaag. In 1993/94 werd de club kampioen in de zesde klasse en sprong meteen naar de vierde klasse door van plaats te wisselen met SK Holice.
De club werd nog twee keer op rij kampioen en bereikte zo de tweede klasse. Intussen werd een stadion gebouwd voor 6.000 toeschouwers, wat tweemaal het inwonersaantal is van Lázně Bohdaneč. In de tweede klasse moest de club voor het eerst sinds jaren genoegen nemen met een tweede plaats, maar kon wel meteen doorstoten naar de hoogste klasse.
AFK Atlantic kon het succes niet doortrekken in de hoogste klasse. De club moest tot de zevende speeldag wachten op de eerste punten, een 2-1-overwinning tegen FC Viktoria Pilsen. De club kon ook nog van Slovan Liberec winnen en speelde enkele keren gelijk maar beëindigde het seizoen afgetekend laatste met 20 punten achterstand op voorlaatste, SK České Budějovice.
De volgende twee seizoenen speelde de club in de middenmoot van de tweede klasse en fusioneerde dan met FC Slovan Pardubice tot FK Atlantic Slovan Pardubice.
Novák beproefde zijn geluk nu bij de club SK Stolany en investeerde in die club en gaf de club de naam AFK Atlantic Stolany-Lázně Bohdaneč. De club werd kampioen in de vijfde klasse. Novák wilde toen het stadion verkopen aan de stad voor 15 miljoen Tsjechische kronen, maar het stadsbestuur sloeg dit voorstel af waardoor de club uiteindelijk opgedoekt werd.

## Statistieken
- 1. Liga 1997/98

| Liga            | Plaats | Wed | W | G | N  | Saldo | Ptn |
| 1. Liga 1997/98 | 16.    | 30  | 2 | 5 | 23 | 18:61 | 11  |

|         | 93/94 | 94/95 | 95/96 | 96/97 | 97/98 | 98/99 | 99/00 | 00/01 | 01/02 | 02/03 |
| ------- | ----- | ----- | ----- | ----- | ----- | ----- | ----- | ----- | ----- | ----- |
| 1. Liga |       |       |       |       | 16.   |       |       |       |       |       |
| 2. Liga |       |       |       | 2.    |       | 7.    | 6.2   |       |       |       |
| 3. Liga |       |       | 1.    |       |       |       |       |       |       |       |
| 4. Liga |       | 1.    |       |       |       |       |       |       |       |       |
| 5. Liga |       |       |       |       |       |       |       |       |       | 1.3   |
| 6. Liga | 1.1   |       |       |       |       |       |       |       |       |       |

1Na het seizoen wisselde de club van plaats met vierdeklasser SK Holice 
2Na het seizoen fuseerde de club metFK Slovan Pardubice en werd FK AS Pardubice
3Als AFK Atlantic Stolany-Lázně Bohdaneč

## Naamsveranderingen
- 1918 AFK Lázně Bohdaneč
- 1948 Sokol Lázně Bohdaneč
- 1991 AFK Atlantic Lázně Bohdaneč

## Bekende ex-spelers
- Marek Heinz